# Rondero
Rondero (Rondeiru en asturiano y oficialmente) es una aldea de la parroquia de Cornellana, en el concejo asturiano de Salas (España).
Tiene 16 habitantes, y se sitúa en la vega del río Narcea. La aldea se dispone a lo largo de la carretera que lleva a Láneo desde Cornellana, que actualmente se ha convertido en la Senda del Salmón, y que sigue el recorrido del río, junto al cual se observan aún algunos restos de lo que fue la tentativa por construir una línea de ferrocarril entre Pravia y Cangas del Narcea. En la aldea también podemos ver un brazo muerto del Narcea, que ahora es una pequeña charca casi sin circulación de agua, y destaca también La Veiga de Rondero, como terrenos muy fértiles y aptos para la agricultura.
El núcleo está formado por las siguientes casas o unidades familiares:
- Cá'l Sordo.
- Cá Sabas.
- Cá'l Paliz.
- Cá Pendás.
- Cá Acendina.
- Cá La Murguita.
- Cá Pepe La Luz.
- Cá Catalán.
- Cá La Farruca.
- Cá Maricona.
- Cá'l Rapiego.